# Ensemble Poirel
Résidence
L'ensemble Poirel est un ensemble culturel situé rue Victor-Poirel à Nancy, composé d'une salle de spectacle et d'une vaste galerie d'art.
La salle de spectacles accueille de nombreuses manifestations : concerts de musique symphonique, lyrique, musique de chambre ou musiques actuelles, ainsi que du théâtre, et des spectacles pour le jeune public.
La galerie propose sur 1 000 m2 des d'expositions d'art contemporain et de design.

## Historique
L'ensemble Poirel a été construit à la fin du XIXe siècle, grâce à un legs de Victor et Lisinka Poirel, amateurs d'art cultivés. L'édifice est l'œuvre de l'architecte municipal Albert Jasson. Lors de sa conception, en 1888-1889, il constitue un programme d'avant-garde : un centre de « création contemporaine » en plein centre-ville comportant une salle de concert, une galerie d'exposition et un conservatoire de musique.
En 1894, les galeries de l'ensemble Poirel accueillent l'Exposition d'art décoratif lorrain, considérée comme fondatrice de l'École de Nancy. En 1904, la Société lorraine des Amis des Arts y organise une nouvelle exposition d'art décoratif.
En mars 1926, le comité Nancy-Paris y tient une exposition.
Un programme de rénovation a été conduit par l'architecte Vincent Brossy en 1999. Il obéit à une double exigence : améliorer les conditions d'accueil du public et de travail des artistes et des techniciens, et préserver l'identité de ce lieu de mémoire. 
Avec l'auditorium de Lyon, la Philharmonie de Paris et l'auditorium de la Maison de la Radio, la salle Poirel était l'une des seules salles de concert de France équipées d'un orgue. Mais l'orgue Haerpfer de 1971, qui avait remplacé un orgue Cavaillé-Coll de 1898, a été entièrement démonté lors de la rénovation de 1999 pour être remonté dans l'église de Droiteval, au sein de la vallée de l'Ourche, dans les Vosges. Lors de cette restauration de 1999, une conque d'orchestre a également été ajoutée, nuisant à l'acoustique du lieu, qui a été retravaillée en 2010-2011.
Le 9 décembre 2007, lors d'une exposition, une porte monumentale de 350 kg est sortie de ses gonds, causant la mort d'une sexagénaire, Raymonde Furlan. Le lendemain, un arrêté municipal a décidé de la fermeture temporaire de l'ensemble Poirel pour enquête ; la réouverture eut lieu à la rentrée 2008. Entre-temps, les spectacles qui devaient s'y tenir étaient reportés ou programmés dans d'autres salles nancéiennes.

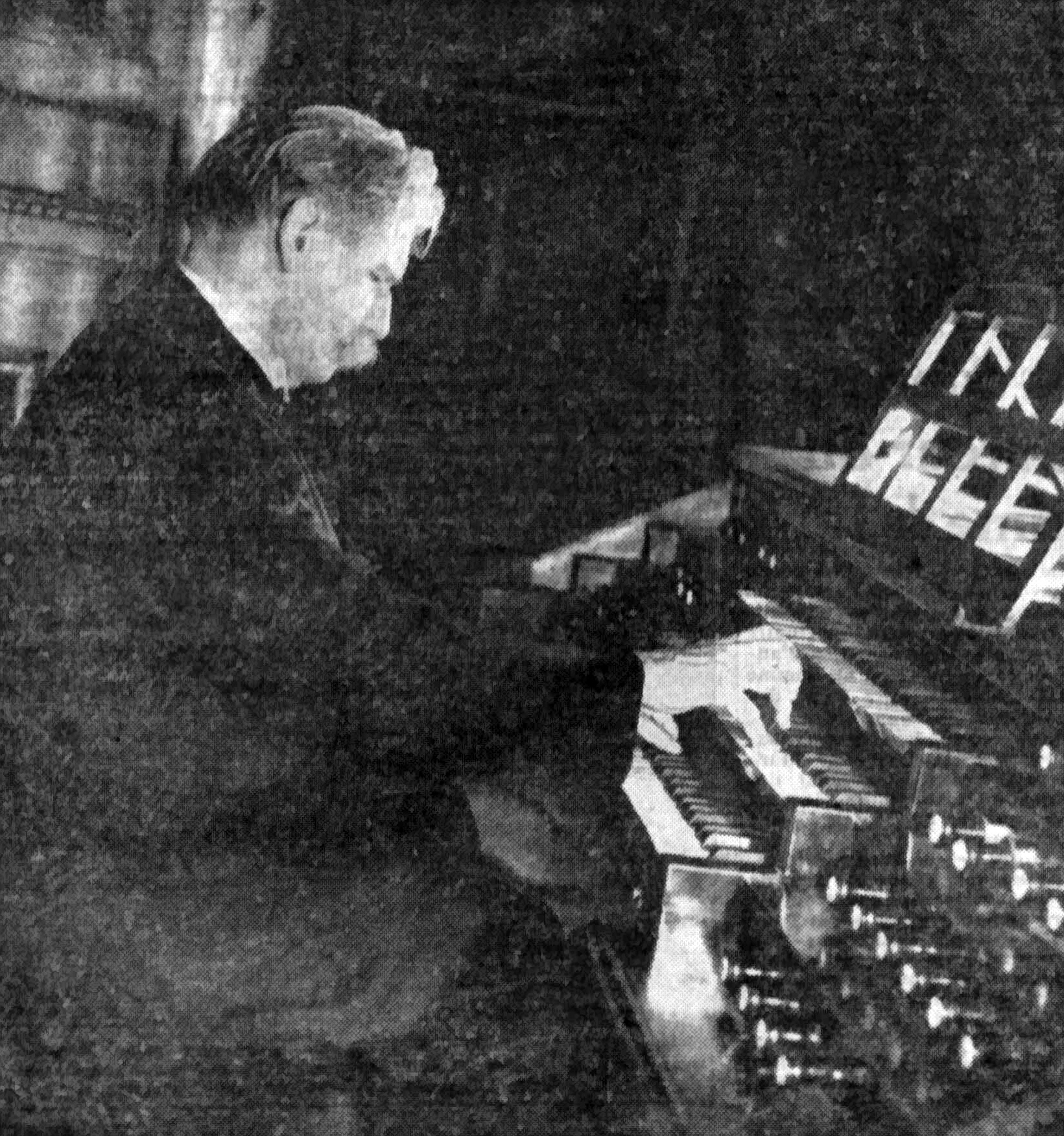
Albert Schweitzer à l'orgue de la Salle Poirel en 1952.
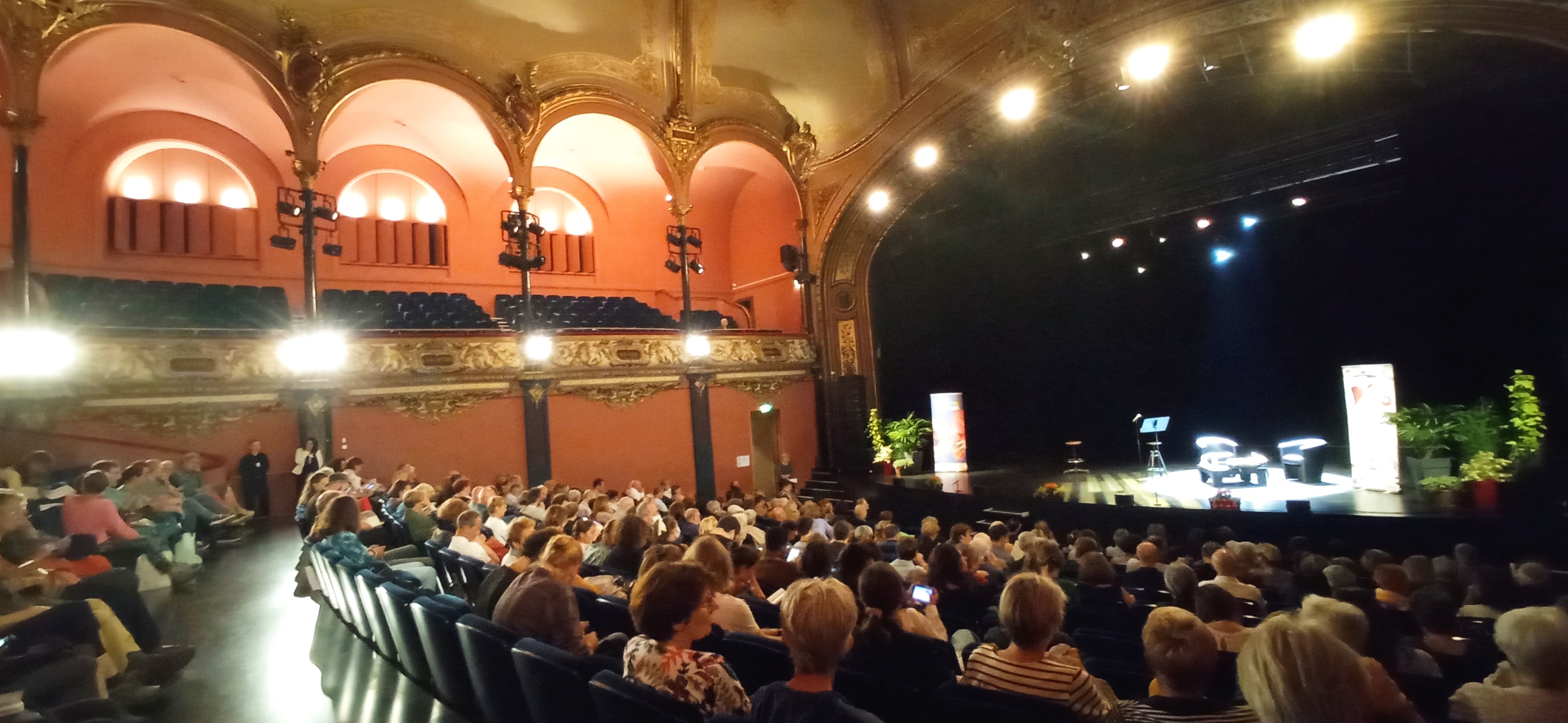
La salle en 2022
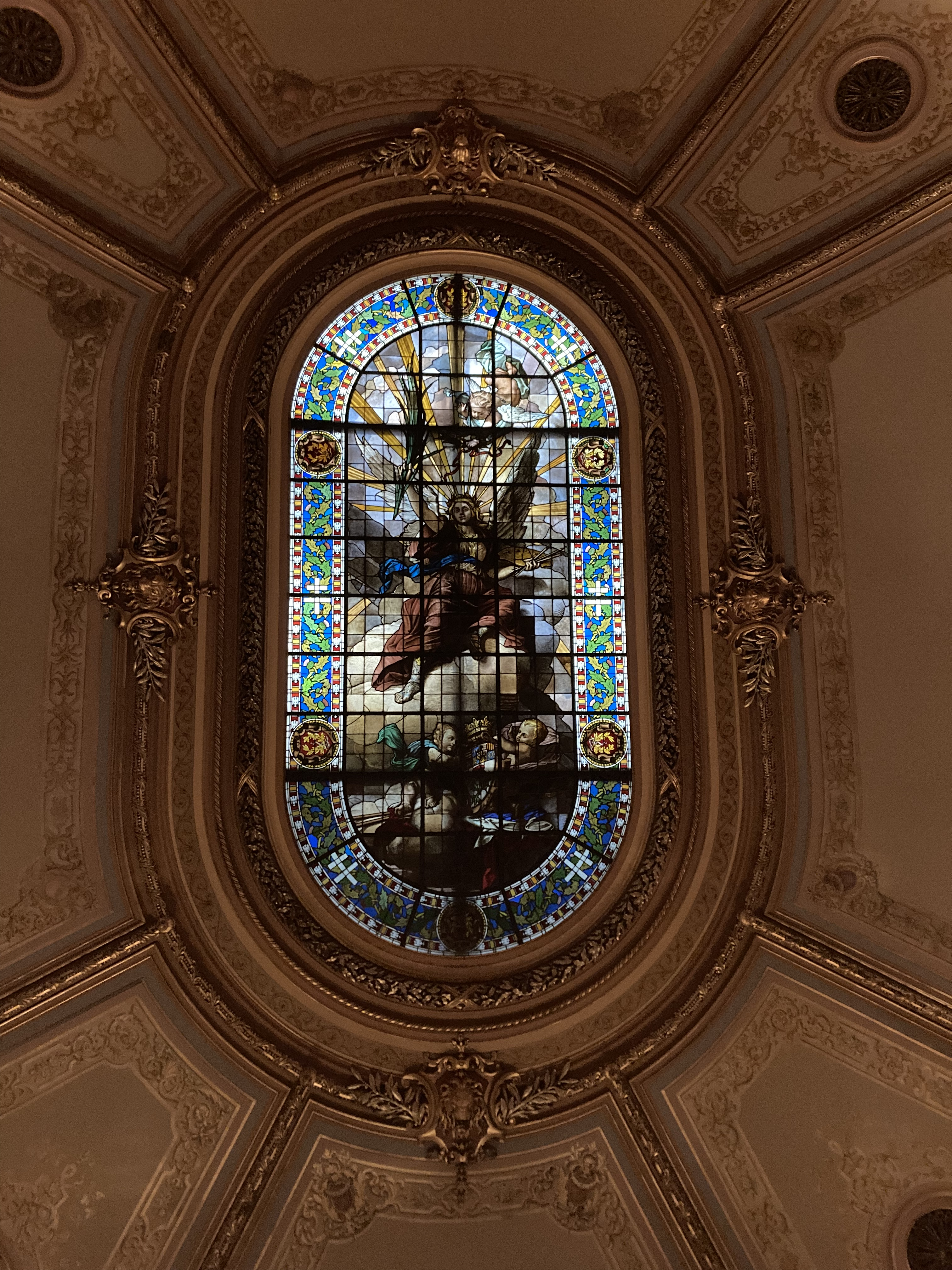
La verrière du plafond.
Exposition du début du XXe siècle.
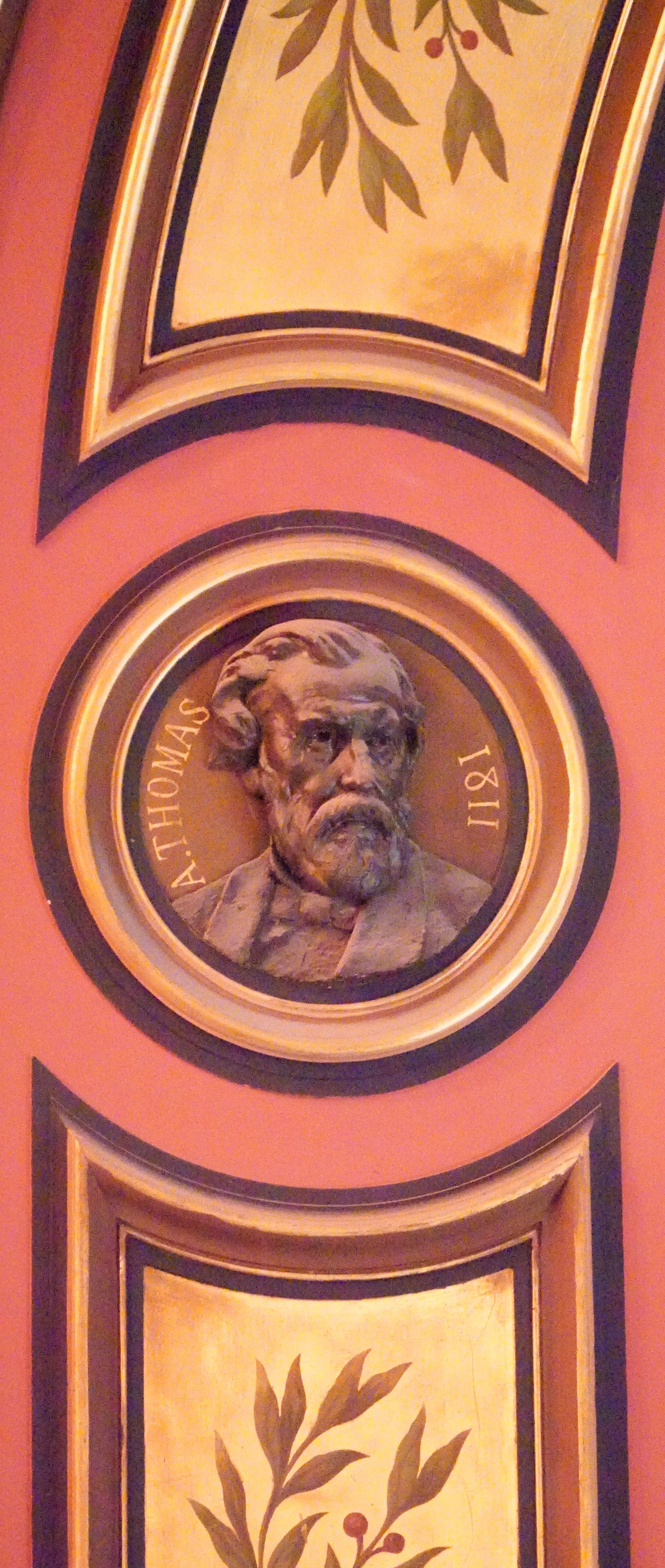
Décoration du tour de scène, A. Thomas.

## Salle Poirel

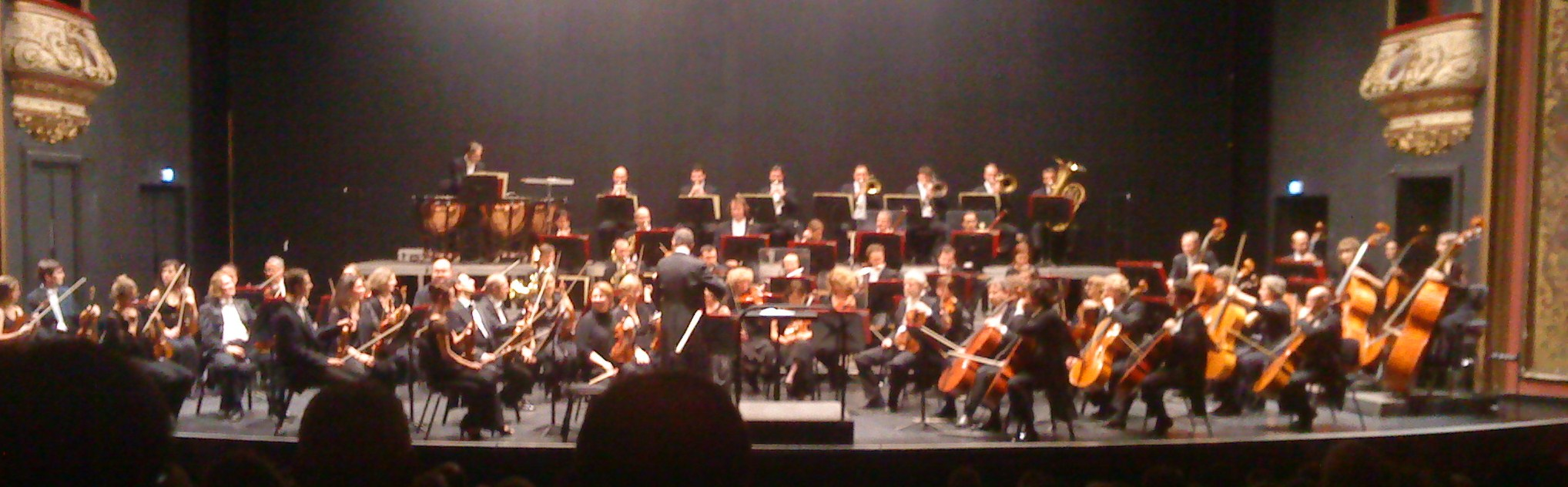
L'Orchestre symphonique et lyrique de Nancy salle Poirel en 2011

Construite à l'image d'un théâtre à l'italienne, la salle Poirel comprend 800 places : 430 à l'orchestre et 370 au balcon.
C'est également la salle où se produit régulièrement l'Orchestre symphonique et lyrique de Nancy. Annuellement, elle est le siège de plus d'une centaine de spectacles aux styles très éclectiques.
Son plafond est orné d'un vitrail de Charles Champigneulle, représentant une Allégorie de la peinture.

## Galerie Poirel
La galerie comporte trois ailes rectangulaires entourant la salle de spectacle. Totalement indépendante de la salle, cette galerie constitue un vaste espace d'exposition de 1 000 m2 dédié depuis 2012 à l'art contemporain avec un axe design affirmé.